# World Rally Championship-3
De World Rally Championship-3 of WRC-3 (voorheen bekend als de Production World Rally Championship of P-WRC), is de internationale benaming van een door de FIA opgezet, ondersteunend kampioenschap in het Wereldkampioenschap Rally, die verreden worden over dezelfde proeven. WRC-3 staat open voor productie gebaseerde auto's die gehomologeerd zijn onder de R1, R2 en R3 reglementen. Het kampioenschap zag zijn intrede maken in 2002 als vervanger van de FIA Cup for Production Drivers dat in 1987 was ontstaan. De auto's die gebruikt werden waren aangepaste straatmodellen, vaak gebaseerd op turbo- en vierwielaangedreven standaard auto's zoals de Subaru Impreza WRX en de Mitsubishi Lancer Evolution (hoewel er een veel breder scala aan Groep N auto's bestond). 
In 2013 werd het kampioenschap omgedoopt tot de huidige titel. In tegenstelling tot de voorgaande jaren bestaat er geen vaste kalender meer, maar mogen de teams en rijders in alle dertien rondes deelnemen. Hiervan tellen er maximaal zeven mee voor het kampioenschap. Door de introductie van Groep R is WRC-3 voor voorwielaangedreven productie auto's onder R1, R2 en R3 regels, met als resultaat dat geen andere auto's onder Groep A en Groep N nog gehomologeerd zijn. De huidige N4 auto's nemen in plaats deel in WRC-2, naast de Super 2000, R4 en R5 auto's.

## Lijst van winnaars

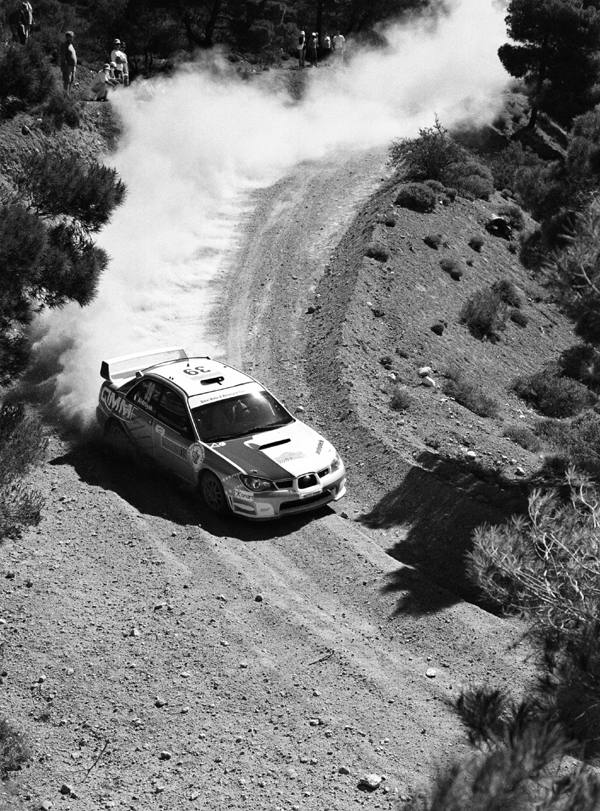
Nasser Al-Attiyah werd in 2006 P-WRC kampioen

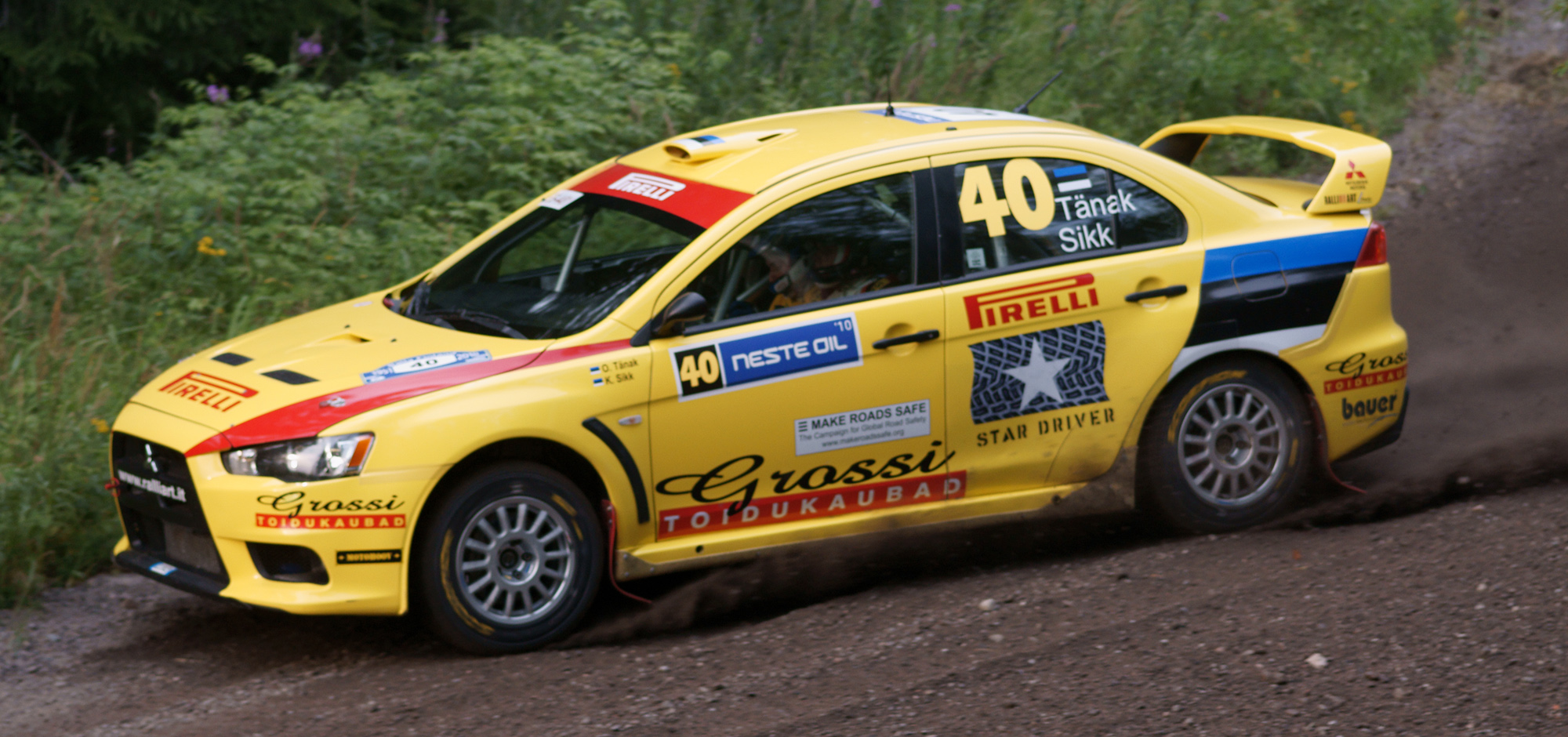
Ott Tänak actief in het seizoen 2010

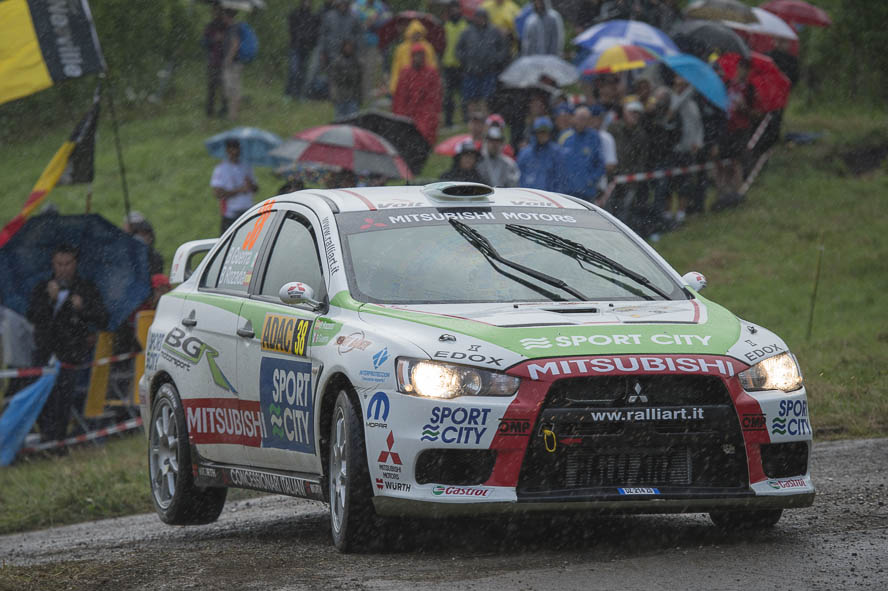
Beníto Guerra Jr. greep naar de laatste 'P-WRC' titel in 2012

| Seizoen                        | Rijder               | Auto                                               |
| ------------------------------ | -------------------- | -------------------------------------------------- |
| WRC-3                          |                      |                                                    |
| 2013                           | Sébastien Chardonnet | Citroën DS3 R3T                                    |
| P-WRC                          |                      |                                                    |
| 2012                           | Beníto Guerra Jr.    | Mitsubishi Lancer Evo X                            |
| 2011                           | Hayden Paddon        | Subaru Impreza STi                                 |
| 2010                           | Armindo Araújo       | Mitsubishi Lancer Evo IX / Mitsubishi Lancer Evo X |
| 2009                           | Armindo Araújo       | Mitsubishi Lancer Evo IX                           |
| 2008                           | Andreas Aigner       | Mitsubishi Lancer Evo IX                           |
| 2007                           | Toshi Arai           | Subaru Impreza WRX STi                             |
| 2006                           | Nasser Al-Attiyah    | Subaru Impreza WRX STi                             |
| 2005                           | Toshi Arai           | Subaru Impreza WRX STi                             |
| 2004                           | Niall McShea         | Subaru Impreza WRX STi                             |
| 2003                           | Martin Rowe          | Subaru Impreza WRX STi                             |
| 2002                           | Karamjit Singh       | Proton Pert                                        |
| FIA Cup for Production Drivers |                      |                                                    |
| 2001                           | Gabriel Pozzo        | Mitsubishi Lancer Evo VI                           |
| 2000                           | Manfred Stohl        | Mitsubishi Lancer Evo VI                           |
| 1999                           | Gustavo Trelles      | Mitsubishi Lancer Evo V / Mitsubishi Lancer Evo VI |
| 1998                           | Gustavo Trelles      | Mitsubishi Lancer Evo IV / Mitsubishi Lancer Evo V |
| 1997                           | Gustavo Trelles      | Mitsubishi Lancer Evo III                          |
| 1996                           | Gustavo Trelles      | Mitsubishi Lancer Evo III                          |
| 1995                           | Rui Madeira          | Mitsubishi Lancer Evo II                           |
| 1994                           | Jesús Puras          | Ford Escort RS Cosworth                            |
| 1993                           | Alex Fassina         | Mazda 323 GTR                                      |
| 1992                           | Grégoire De Mévius   | Nissan Sunny GTI-R                                 |
| 1991                           | Grégoire De Mévius   | Mazda 323 GTX                                      |
| 1990                           | Alain Oreille        | Renault 5 GT Turbo                                 |
| 1989                           | Alain Oreille        | Renault 5 GT Turbo                                 |
| 1988                           | Pascal Gaban         | Mazda 323 4WD                                      |
| 1987                           | Alex Fiorio          | Lancia Delta HF 4WD                                |